# 명승운수
명승운수(明承運輸)는 서울특별시 동작구의 마을버스 회사이며, 본사와 차고지는 서울특별시 동작구 양녕로23길 38 (상도동)에 있다. 계열사로는 화성시의 마을버스 업체인 명승교통이 있다.

## 운행 노선
- ● 동작08번 : 상도4동 ~ 대방역 (구 동작마을 8번)

## 보유차량
현대자동차
- 현대 그린시티

범한자동차
- 범한자동차 E-SKY EV